# Israil Mechanik
Israil Mechanik (russisch Израиль Механик; * 1909; † 1989) war ein sowjetischer Gewichtheber.

## Werdegang
Israil Mechanik begann 1930 mit dem Gewichtheben. Von 1934 bis 1950 beteiligte er sich mit großen Erfolgen an den sowjetischen Meisterschaften. Er hatte zu seiner Zeit in der Sowjetunion drei Hauptkonkurrenten, das waren Nikolai Schatow, Georgi Popow und Wladimir Swetilko. Er war schon als der „ewige Zweite“ abgestempelt, als ihm doch noch zwei große Siege glückten. 1939 wurde er sowjetischer Meister und als Krönung seiner Laufbahn, 1947 in Helsinki sogar Europameister, beide Male im Leichtgewicht. Nach Beendigung seiner aktiven Karriere wurde er Trainer und gehörte zu dem legendären Trainerstab der sowjetischen Nationalmannschaft mit Jakow Kuzenko, Nikolai Schatow und ihm. Er wirkte daneben ab 1952 bei vielen internationalen Meisterschaften als Kampfrichter.

## Internationale Erfolge
1947, 1. Platz, Europameisterschaft in Helsinki, Leichtgewicht, mit 330 kg, vor Georgi Popow, Sowjetunion, 330 kg und Sigvard Kinnunen, Schweden, 315 kg.

## UdSSR-Meisterschaften
(immer im Leichtgewicht antretend, FK = Fünfkampf, bestehend aus einarmigem Reißen und Stoßen und beidarmigem Drücken, Reißen und Stoßen, OD = olympischer Dreikampf, bestehend aus beidarmigem Drücken, Reißen und Stoßen)
- 1934, 2. Platz, mit 445,5 kg, FK, hinter Schatow, 473 kg;
- 1935, 3. Platz, mit 465 kg, FK;
- 1936, 2. Platz, mit 322,5 kg, OD, hinter Schatow, 335 kg;
- 1937, 2. Platz, mit 327,5 kg, OD, hinter Schatow, 330 kg;
- 1938, 2. Platz, mit 335 kg, OD, hinter Schatow, 347,5 kg;
- 1939, 1. Platz, mit 340 kg, OD;
- 1943, 2. Platz, mit 320 kg, OD;
- 1944, 2. Platz, mit 322,5 kg, OD; hinter Schatow, 342,5 kg und vor Wladimir Swetilko, 315 kg;
- 1945, 2. Platz, mit 330 kg; OD;
- 1947, 2. Platz, mit 340 kg, OD, hinter Popow, 342,5 kg;
- 1948, 3. Platz, mit 332,5 kg, OD;
- 1949, 2. Platz, OD.

### Weltrekorde
(inoffiziell, da die UdSSR damals nicht Mitglied des internationalen Gewichtheber-Verbandes war)
im beidarmigen Drücken:
- 110,0 kg, 1940 in Ordschonikidse, Le.
- 110,5 kg, 1946 in Moskau, Le.

| Personendaten    | Personendaten               |
| ---------------- | --------------------------- |
| NAME             | Mechanik, Israil            |
| ALTERNATIVNAMEN  | Механик, Израиль (russisch) |
| KURZBESCHREIBUNG | sowjetischer Gewichtheber   |
| GEBURTSDATUM     | 1909                        |
| STERBEDATUM      | 1989                        |